# M/V Mærsk Mc-Kinney Møller
M/V Mærsk Mc-Kinney Møller är det första av Maersks Triple-E klass av containerfartyg. Hon har den största lastkapaciteten av TEU av hittills tillverkade fartyg. Hon byggdes för Maersk av Daewoo Shipbuilding & Marine Engineering (DSME) i Sydkorea, och sattes i trafik i juli 2013. Namnet Mærsk Mc-Kinney Møller har hon fått efter den tidigare styrelseordföranden för Maersk mellan 1965 och 1993. Fartyget är det första i en serie av 20 likadana fartyg i klassen.
Tillsammans med sina systerfartyg är Mærsk Mc-Kinney Møller världens största och energieffektivaste containerfartyg som byggts med sina 399 meter i längd och en lastkapacitet på 18270 TEU containrar.

## Historia

Storleksjämförelse mellan de störta fartygen i respektive fartygstyp. Uppifrån och ner: Knock Nevis (f.d. Seawise Giant), Mærsk Mc-Kinney Møller, Allure of the Seas, Vale Brasil, and.

Avtalet om Mærsk Mc-Kinney Møller skrevs under 21 februari 2011. Man började skära till de första ståldelarna vid DSME:s varv i Sydkorea den 18 juni 2012. Hon kölsträcktes den 27 november 2012 och sjösattes den 24 februari 2013.
M/V Mærsk Mc-Kinney Møller lämnade hamnen vid Daewoo varv för provkörning i juli 2013. Till en början var hon tvungen att segla långt under hennes fulla lastkapacitet, då bara några få av de hamnar som klarar att ta emot henne har kranar höga nog för att kunna lasta henne full.
27-28 augusti 2013 besökte M/V Mærsk Mc-Kinney Møller Göteborgs hamn för första gången.
Den här artikeln är helt eller delvis baserad på material från engelskspråkiga Wikipedia, Mærsk Mc-Kinney Møller (ship), 26 juli 2013.